# محمد الطالبي
محمد الطالبي (16 سبتمبر 1921 - 1 مايو 2017) جامعي ومؤرخ ومفكر تونسي ولد في تونس العاصمة وتوفي بها. له العديد من الكتب عن الإسلام.

## مسيرته المهنية
كان محمد الطالبي مؤرخًا تونسيًا وعالمًا إسلاميًا وباحثًا ألف عددًا من الكتب والمقالات عن تاريخ الإسلام والمغرب العربي، وأستاذًا فخريًا بجامعة تونس. ولد في تونس عام 1921 وتلقى تعليمه هناك ثم في باريس، وكان له حياة مهنية حافلة، كمؤرخ لشمال إفريقيا في العصور الوسطى وكمفكر نظري بارز حول طبيعة الإسلام ورسالته في العالم الحديث.
كان من بين اهتمامات الطالبي الدين والسياسة، والإسلام والديمقراطية، وعلاقة الإسلام بحقوق الإنسان، والمرأة في الإسلام، والإسلام والتعددية الدينية، وذلك في السياق الأوسع لتفكيره العام حول التفسير القرآني والتحليل التاريخي ونظرية المعرفة الدينية. أوضح الطالبي في مناقشاته لهذه الموضوعات اعتماده على القرآن والمصادر الدينية التقليدية الأخرى، بينما آمن أيضًا بسهولة دمج بعض الأفكار الغربية الحديثة. وبالفعل، فإن وصف الطالبي نفسه لتربيته وتعليمه في تونس، ولا سيما دراساته لنيل درجة الدكتوراه في باريس ما بعد الحرب، يعكس موقفًا مرحبًا بالتوليف بين الفكر الإسلامي والفكر الغربي الحديث، حيث امتلك في كليهما المعرفة اللازمة لإنجاح هذا الدمج. توفي الطالبي في 1 مايو 2017.
كرس محمد الطالبي أغلب حياته المهنية للتدريس والبحث في تاريخ العصور الوسطى المغاربية والمتوسطية. كانت مسيرته صورة معبرة عن مفكر غير نمطي. بعد مسيرة مهنية طويلة في التدريس في المدارس الابتدائية والثانوية، اجتاز الطالبي امتحان الدراسات العربية واجتازه. عشية استقلال تونس، التحق بمعهد التعليم العالي بتونس. في عام 1955، أصبح أول عميد لكلية الآداب والعلوم الإنسانية بتونس. كما ترأس قسم التاريخ بالكلية، ثم شغل منصب رئيس جامعة تونس خلال السبعينيات، قبل أن يكرس كامل تركيزه لإدارة للمجلة العلمية (بالفرنسية: Les Cahiers de Tunisie)‏.
في عام 1968، دافع الطالبي عن أطروحته للدكتوراه في جامعة السوربون بعنوان «إمارة الأغالبة، تاريخ سياسي»، وناقشت أول سلالة إسلامية في تونس. ساهمت أطروحة الطالبي، المكتوبة بوضوح والتي تميزت بقوة التعبير، والمدعومة من مصادر عربية ولاتينية موثوقة، في تعزيز الفهم المعاصر لفترة رئيسية في تاريخ إفريقية وشرق المغرب العربي وعلاقات المنطقة مع جنوب إيطاليا. كما أن الأطروحة منحت الطالبي مكانة أكاديمية مميزة كأحد مؤسسي المدرسة الجديدة للتاريخ التونسي والمغاربي.
درّس الطالبي كأستاذ زائر بعدة جامعات عربيّة وأوروبيّة وشارك في أشغال العديد من لجان إصلاح الجامعة التونسيّة والتعليم العالي وهو عضو في العديد من الجمعيات العلمية منها الأكاديمية الملكية للتاريخ والأكاديمية الدولية للثقافات، كما شارك بنشاط في أعمال المجلس البابوي للحوار بين الأديان وكان أحد مؤسسي مجموعة البحوث الإسلامية المسيحية.
وفي حين حرص أثناء فترة حكم الرئيس الحبيب بورقيبة (1957-1987) على الابتعاد عن السياسة، فإن محمد الطالبي عارض نظام الرئيس زين العابدين بن علي (1987-2011) حيث انضم في 1995 إلى المجلس الوطني للحريات في تونس (واحدة من المنظمات غير الحكومية غير المعترف بها من قبل الحكومة).
كتب طالبي عددًا كبيرًا من المقالات. كان واحداً من القلائل الذين تناولوا تاريخ العبودية والدور الرئيسي الذي لعبه العبيد في الزراعة والاقتصاد.
قرب نهاية التسعينيات، حول طالبي تفكيره نحو التأمل العميق والمنهجي. فعلى سبيل المثال، كتيبه المسمى عالمية القرآن هو مقال واضح غني بالتوليف والتحليل. تبنى الطالبي في المقام الأول أسلوب المجادل في كتاباته الأخيرة. تم تعيين طالبي رئيسًا للأكاديمية التونسية للعلوم والآداب والفنون (مؤسسة بيت الحكمة) بين عامي 2011 و2012. وأسس الجمعية الدولية للمسلمين القرآنيين العام 2012.

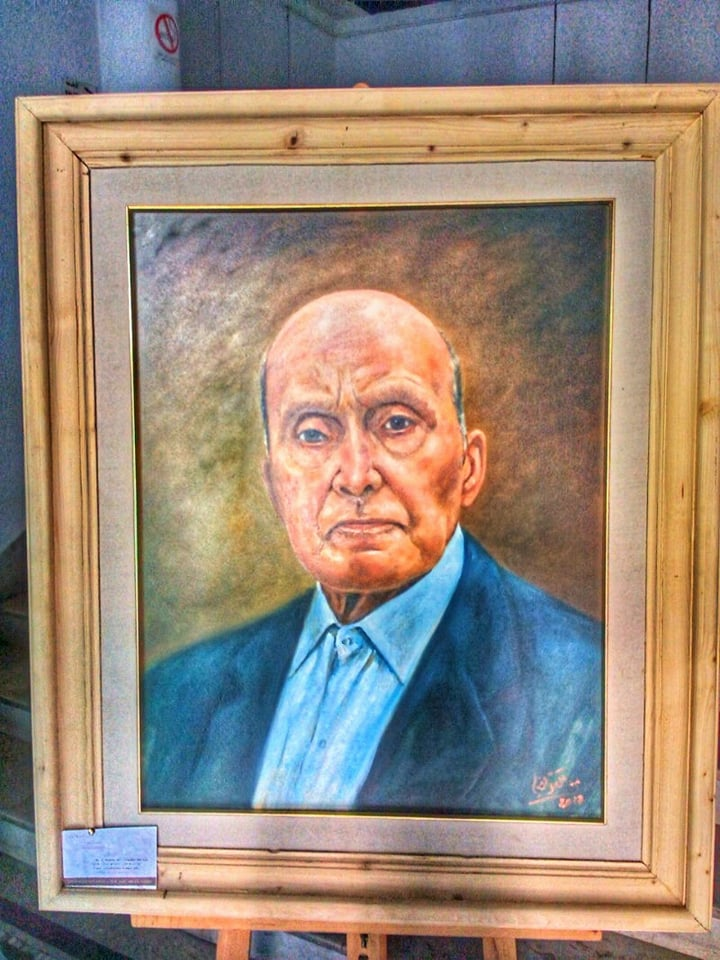
بورتريه لمحمد الطالبي.

## الآراء
رفض الطالبى الربط المباشر بين الشورى والديمقراطية. وجادل بأن الشورى -في حين أنها مرغوبة في حد ذاتها- تعود إلى زمان ومكان لم يعرفا الديمقراطية كما نعرفها اليوم. ويقول الطالبي أنه لم يكن لدى الإسلام ولا الحضارة الغربية هذا المفهوم الديمقراطي قبل العصر الحديث، عندما ولدت الديمقراطية، كفكرة سياسية وممارسة، بالتالي فنظام الشورى لا يمثل ديمقراطية بالمعنى الحديث للمصطلح. بالنسبة للطالبي، تعني الديمقراطية صوت الشعب الذي يحدد من يحكم وكيف يحكم، مع المفاهيم المرتبطة بحقوق الإنسان العالمية، وحرية التعبير، والتعددية الدينية، والمساواة أمام القانون. كانت الديمقراطية الحقيقية بالنسبة للطالبي هي الشكل السياسي المناسب للعصر الحالي، لأنها تجسد تلك القيم التي تشكل بالنسبة له جزءًا من «الإسلام الحقيقي الأصلي».
دعا الطالبي من خلال دراساته إلى قراءة نقدية لمصادر التاريخ الإسلامي مع مراعاة القصد التاريخي للاحكام القرآنية. وقد واجه الطالبي لأكثر من نصف قرن الأفكار المتطرفة والبالية عن الإسلام داعيا بقوة إلى رؤية مبتكرة للفكر الإسلامي. وفي هذا الإطار كان قد أكد في مقال لصحيفة لوموند الفرنسية العام 2006 أن الشريعة «نتاج بشري» و«لا علاقة لها» بالإسلام، بحسب رؤيته، معللا بأن «الدين، أي دين، لا يجب أن يكون قيدا وإكراها» مضيفا «لن أمل تكرار القول إن الإسلام يمنحنا الحرية». وشدد في مقابلة أجراها مع أسبوعية «جون أفريك» أن «القرآن هو الوحيد الذي يتضمن تلك العبارة البالغة الوضوح والعلمانية: لا إكراه في الدين».
شارك الطالبي على مدى ثلاثين عامًا في عدد من الحوارات الرسمية والشخصية مع مسيحيين في شمال إفريقيا وأوروبا. في مقال عن الإسلام والغرب نُشر عام 1987، اشتكى من ندرة المبادرات الإسلامية أو حتى الردود على الحوار الأوروبي العربي أو الإسلامي المسيحي. في عرض حول هذا الموضوع، أعلن أن الإسلام منفتح على الحوار مع الأديان والثقافات الأخرى. بالنسبة للطالبي، فإن الحوار بين المسلمين والمسيحيين ليس مجرد حدث اجتماعي، بل هو مسألة دينية مهمة، وقد فعل كل ما في وسعه للترويج لمثل هذا الحوار في تونس وأماكن أخرى.

## الجوائز والأوسمة
الجوائز
- 1979: الجائزة الأدبية الدولية للبحر الأبيض المتوسط (إيطاليا)
- 1985: جائزة ليوبولد لوكاس للعلوم الإنسانية (ألمانيا)
- 1987: الجائزة الوطنية للفنون والآداب (تونس)
- 1991: الجائزة الوطنية للكتابة الإبداعية (تونس)
- 1994: جائزة مؤسسة هيروشيما للسلام (السويد)
- 1997: جائزة جيوفاني أجنيلي للنقد الأدبي (إيطاليا)
- 2017: جائزة ابن خلدون للعلوم الاجتماعية (تونس)

الأوسمة
- الصنف الأول من وسام الجمهورية التونسية.
- الصنف الأول من وسام الاستحقاق الثقافي (تونس)
- الصنف الثاني من وسام الاستحقاق التربوي (تونس)[14]
- الصنف الرابع من وسام الاستقلال (تونس)
- ضابط وسام جوقة الشرف (فرنسا)
- قائد وسام طوق الاستحقاق المدني (إسبانيا)

## مؤلفاته باللغة العربية
- «المخصص» لابن سيده: دراسة دليل، المطبعة الرسمية للجمهورية التونسية، تونس، 1956[15]
- تحقيق الحوادث والبدع لمحمد بن الوليد الطرطوشي أبو بكر، المطبعة الرسمية للجمهورية التونسية، تونس، 1959[16]
- تراجم أغلبيّة مستخرجة من مدارك القاضي عياض، المطبعة الرسمية للجمهورية التونسية، تونس، 1968[17]
- منهجية ابن خلدون التاريخيّة، دار الحداثة للطباعة والنشر، بيروت، 1981[18]
- دراسات في تاريخ إفريقيا في الحضارة الإسلاميّة في العصر الوسيط، كلية العلوم الإنسانية، تونس، 1982[19]
- الدولة الأغلبيّة: (296 - 184 / 909-808): التاريخ السياسي، دار الغرب الإسلامي، بيروت، 1985[20]
- عيال الله: أفكار جديدة في علاقة المسلم بنفسه وبالآخرين، دار سراس للنشر، تونس، 1992[21]
- أمة الوسط: الإسلام وتحديات المعاصرة، دار سراس للنشر، تونس، 1996[22]
- الإسلام حرّية وحوار، دار النهار، بيروت، 1999[23]
- ليطمئن قلبي: قضية الإيمان، دار سراس للنشر، تونس، 2007[24]
- قضية الحقيقة، منشورات المؤلف، تونس، 2015[25]
- دليل المسلم القرآني، منشورات المؤلف، تونس، 2016[26]
- الصّراع اللاّهوتي في القيروان أيّام الأغالبة، منشورات سوتيميديا، تونس، 2017[27]
- نظرية ابن خلدون في سلطة الدولة، 1961.[28]
- ابن خلدون وسبيل النظر الحر، 1960.[29]
- ثلاثة مخطوطات مغربية في الحسبة، 1955[30]

## مؤلفاته باللغة الفرنسية
- L'émirat aghlabide (186-296/800-909): histoire politique، منشورات Adrien Maisonneuve، باريس، 1966[31]
- Biographies aghlabides extraites des Madarik du Cadi Iyād (édition critique)، المطبعة الرسمية للجمهورية التونسية، تونس العاصمة، 1968[32]
- Islam et dialogue, réflexion sur un thème d'actualité، الدار التونسية للنشر، تونس العاصمة، 1972[33]
- Ibn Khaldûn et l'Histoire، الدار التونسية للنشر، تونس العاصمة، 1973[34]
- Étude d’histoire ifrîqiyenne et de civilisation musulmane médiévale، منشورات جامعة تونس، تونس العاصمة، 1982[35]
- Réflexions sur le Coran، منشورات Seghers، باريس، 1989[36]
- Un respect têtu، منشورات Nouvelle Cité، باريس، 1995[37]
- Plaidoyer pour un islam moderne، منشورات Desclée de Brouwer، باريس، 1998[38]
- Penseur libre en islam. Un intellectuel musulman dans la Tunisie de Ben Ali، منشورات Albin Michel، باريس، 2002[39]
- Universalité du Coran، منشورات Actes Sud، آرل، 2002[40]
- Réflexion d'un musulman contemporain، منشورات Fennec، الدار البيضاء، 2005[41]
- Afin que mon cœur se rassure، منشورات Nirvana، تونس العاصمة، 2010[42]
- Gaza, barbarie biblique ou de l'extermination sacrée et humanisme coranique، منشورات Mohamed Talbi، تونس العاصمة، 2010[43]
- L'Islam n'est pas voile, il est culte : rénovation de la pensée musulmane، منشورات Cartaginoiseries، قرطاج، 2010[44]
- Goulag et démocratie، منشورات Nirvana، تونس العاصمة، 2011[45]
- À Benoît XVI، منشورات Nirvana، تونس العاصمة، 2011
- Ma religion c'est la liberté : l'islam et les défis de la contemporanéité، منشورات Nirvana، تونس العاصمة، 2011[46]
- Histoire du Christ, histoire d'une fraude textes à l’appui، منشورات Nirvana، تونس العاصمة، 2012[47]
- Méditations sur le Coran : vérité, rationalité, I'jaz scientifique، منشورات Arabesques، تونس العاصمة، 2016[48]
- Dieu est amour : guide du musulman coranique، منشورات Nirvana، تونس العاصمة، 2017[49]
- La liberté d'expression et la responsabilité de l'intellectuel musulman[50]
- L'Expression religieuse dans la presse et les revues tunisiennes aujourd'hui, 1984-1985[51]
- L'indépendance du Maghreb[52]
- Quelques données sur la vie sociale en Occident musulman : d'après un traité de Hisba du XVe siècle[53]
- ?Ibn Rushd et le dialogue des cultures : Ibn Rushd, un anti-Huntington[54]
- L'islam est-il tolérant ? : l'exemple du Maghreb médiéval en particulier[55]

## وفاته
توفي في يوم الإثنين 1 مايو 2017 في العاصمة التونسية تونس عن عمر يناهز 96 عاماً